# Epic Records
Epic Records er et amerikansk pladeselskab som er ejet af Sony BMG.

## Historie
Epic Records startede som et Jazz og Klassisk musik-pladeselskab i 1953 af Columbia Records. I 1988 blev dele af CBS's pladeselskaber opkøbt af Sony og Epic er i dag ejet af Sony BMG.

## Eksempler på artister
- ABBA
- AC/DC
- Audioslave
- Korn
- Lamb of God
- Meat Loaf
- Michael Jackson
- Ozzy Osbourne
- Shakira
- Steve Vai
- Oh Land